# Adama Diakité (Fußballspieler, 1991)
Adama Diakité (* 7. März 1991 in Paris) ist ein französischer Fußballspieler malischer Herkunft.

## Karriere
Diakité wechselte 2006 zum RC Lens. Ab 2008 spielte er in den Amateurligen für die zweite Mannschaft des RC Lens. In der Saison 2012/13 spielte er erstmals für die erste Mannschaft in der Ligue 2. Nach dem Ende dieser Saison war Diakité für ein halbes Jahr vereinslos, bevor er im Januar 2014 nach einem Probetraining vom SV Sandhausen unter Vertrag genommen wurde, für die Sandhäuser bestritt er 3 Zweitligaspiele. Am 30. Juni 2014 endete sein Vertrag, seither spielt er beim nordfranzösischen Amateurverein ES Wasquehal. Mehrere Engagements bei unterklassigen Vereinen folgten.